# Arne Högsander
Nils Arne Högsander, född 15 februari 1940 i Solna, är en svensk konstnär, mimartist och dockspelare. 

## Biografi
Högsander studerade måleri på Konstfack 1958-63 och bedrev även studier på en snickeriskola. Under 1960-talet började han intressera sig för ansiktsmasker och dockteater och började arbeta som dockspelare och dockmakare på Marionetteatern i Stockholm med filmer och turnéer världen över. 1970 startade han egen dock- och masktillverkning i sin Papjémasjéfabriken. Han har gjort ansiktsmasker och olika slags dockor och kroppsdräkter för bland andra Ingmar Bergmans filmer Trollflöjten (1974) och Fanny och Alexander (1982),  1973 års julkalender i SVT Mumindalen, produktioner vid Dramaten, Stockholms stadsteater, Malmö Musikteater, Broadway samt åt musikgruppen Teddybears. Han har även haft ett antal utställningar i Sverige och utomlands. Arne är numera bosatt i Hägersten.

## Dock- och maskarbeten (i urval)
- Marionetteatern; ett flertal produktioner (bland annat Spöksonaten, regi: Roman Paska, 1992)
- Jul i Mumindalen, 1973
- Trollflöjten, operafilm i Sveriges Television, regi: Ingmar Bergman, 1974
- Väntarna, Stockholms stadsteater, regi: Staffan Westerberg, 1976
- Ett drömspel, Stockholms stadsteater, regi Staffan Westerberg, 1976
- Fanny och Alexander, film med regi: Ingmar Bergman, 1982
- Trollen, Dramaten, regi: Staffan Westerberg, 1985
- Jorden och vingarna, Stockholms stadsteaters dockteater (även scenografi), regi: Silvia Bergman, 1987
- Livsfarlig film, film (specialeffekter) med regi: Suzanne Osten, 1988
- Obild, film, 1989
- Trollflöjten, Malmö musikteater, regi: Philip Zandén, 1997
- Eldsvådan, Vadstena-Akademien, regi: Agneta Ginsburg, 2002
- Hjälten, Stockholms stadsteater, regi: Thommy Berggren, 2004
- Souls of Naples, på Broadway, New York, regi: Roman Paska, 2007

## Filmskådespelare
- 1965 – I frack
- 1973 – Jul i Mumindalen – Muminpappan, Filifjonkan (mim)
- 1975 – Skärseld